# Александр Усик — Даниель Дюбуа (2025)
Александр Усик — Даниель Дюбуа II — профессиональный боксёрский двенадцатираундовый поединок-реванш за титул абсолютного чемпиона мира в тяжёлом весе, состоявшийся 19 июля 2025 года на Стадионе Уэмбли в Лондоне между чемпионом мира по версиям WBC, WBA-Super, WBO, IBO и The Ring украинцем Александром Усиком и чемпионом мира по версии IBF британцем Даниелем Дюбуа. Александр Усик победил в 5-м раунде нокаутом став в третий раз абсолютным чемпионом мира по боксу.

## Предыстория
27 апреля 2025 года было объявлено, что бой за все пояса в супертяжелом весе состоится 19 июля в Лондоне на стадионе «Уэмбли». Ранее не было уверенности, что сторонам получится организовать объединительный бой. Оба чемпиона имеют обязательных соперников: у Александра Усика владеющего тремя основными поясами WBA-Super, WBO, WBC и поясом журнала The Ring, есть два обязательных претендента в лице Джозефа Паркера от WBO и Агита Кабайля по линии WBC, а у Дэниэла Дюбуа обязательный претендент Дерек Чисора. Только за счёт того, что предстоящий бой является объединительным, боксёрские организации пошли чемпионам на уступки и разрешили провести очную схватку.

## Взвешивание
Александр Усик  (23-0, 14 КО) — 103.1 кг
Даниель Дюбуа (22-2, 21 KO) — 110.5 кг.

## Ход боя
Бой начался с активных действий Усика, который работал острым джебом. Даниель Дюбуа пытался взять центр ринга под свой контроль, но джеб Александра не давал ему развить момент. В концовке второго раунда Усик точно попал на контратаке. В третьем раунде бойцы обменялись попаданиями, сделав зрелище для болельщиков. За британцем остался правый прямой, за Усиком плотный левый боковой. Следующая трёминутка была спокойной, кроме силового попадания в корпус от Дюбуа. В 5-ом раунде Усик попадает точным правым через руку, и потрясает Дюбуа заставляя его пойти в размен ударами. В скоротечном размене он пропускает ещё один справа и оказывается в нокдауне. Даниель смог встать, но боковой удар слева отправляет его во второй нокдаун. Рефери начал отсчёт, но тренер британца, Дон Чарльз, выбросил белое полотенце на счёте «девять», рефери успел досчитать до десяти и зафиксировал победу Усика нокаутом на отметке 1:52 пятого раунда.
Проект Compubox обнародовал статистику ударов: Усик превосходил Дюбуа по общему числу точных попаданий (57-35), перебив и в джебах (21-11), и в силовых (36-24).

## Судейство
Бой судили Бенуа Руссель (Канада), Патрик Морли (США) и Майк Росс (США), рефери в ринге — Майкл Гриффин (США). Счёт судей на момент остановки боя: Руссель — 40:36 в пользу Усика, Морли — 39:37 в пользу Усика, Росс — 39:37 в пользу Усика.
 Судейские записи на момент остановки боя
| Бенуа Руссель | Александр Усик | 10 | 10 | 10 | 10 | 40 |  |  |  |  |  |  |  |  |
| Бенуа Руссель | Даниель Дюбуа  | 9  | 9  | 9  | 9  | 36 |  |  |  |  |  |  |  |  |
|               |                |    |    |    |    |    |  |  |  |  |  |  |  |  |
| Патрик Морли  | Александр Усик | 10 | 10 | 9  | 10 | 39 |  |  |  |  |  |  |  |  |
| Патрик Морли  | Даниель Дюбуа  | 9  | 9  | 10 | 9  | 37 |  |  |  |  |  |  |  |  |
|               |                |    |    |    |    |    |  |  |  |  |  |  |  |  |
| Майк Росс     | Александр Усик | 10 | 10 | 9  | 10 | 39 |  |  |  |  |  |  |  |  |
| Майк Росс     | Даниель Дюбуа  | 9  | 9  | 10 | 9  | 37 |  |  |  |  |  |  |  |  |

## Прогнозы
Аналитики и букмекерские отдавали заметное преимущество действующему чемпиону. Коэффициенты на победу Александра Усика варьировались от 1.27 до 1.29, что соответствует вероятности победы порядка 75–78 %. Шансы Даниэля Дюбуа оценивались в пределах 18–25 % (коэффициенты 4.0–5.0), ничейный исход — около 4 % (коэффициент ≈21.0).
Экспертные мнения
Абсолютный чемпион во втором среднем весе Сауль «Канело» Альварес выразил поддержку Александру Усику, поставив 500 тысяч долларов на его победу. По словам мексиканца, Усик входит в число лучших боксёров последних лет.
Леннокс Льюис (бывший абсолютный чемпион мира в тяжёлом весе):
«Он — тот, кто свергает королей. Он уже отправил Усика в нокдаун, и с тех пор стал только лучше. Думаю, это момент Дюбуа».
Дейв Аллен (британский тяжеловес):
«Усик — не настоящий супертяж. А Дюбуа стал сильнее, быстрее, увереннее. Думаю, в этот раз он попадёт».
Тони Белью (бывший чемпион мира в первом тяжёлом весе):
«Усик слишком умный, слишком опытный, слишком собранный. Он уже всё это проходил. Думаю, он снова справится с Дюбуа — возможно, даже остановит его досрочно».
Карл Фроч (экс-чемпион мира в среднем весе):
«Может ли Дюбуа шокировать мир в этом бою? Да, может. Хотя бы потому, что Усику 38 лет: мне было столько 9 лет назад и я знаю, каков груз возраста для спортсмена. Я завязал с боксом в 36 лет, за месяц до 37-летия, когда прибил Джорджа Гроувза на "Уэмбли" перед 80 тысячами зрителей. Так вот это было сложно, притом что у меня вообще не было проблем с весогонкой. Не будет их и у Усика, поскольку он выступает в супертяжах. Но его разум становится не таким острым, его рефлексы гаснут. Его суставы и кости стареют. А ведь первый их бой два года назад, если отбросить нокаут, был достаточно равным».
Тимоти Брэдли (бывший чемпион мира в полусреднем весе, аналитик ESPN):
«Дюбуа уже побил Усика. Его обокрали. Это был не низ, это был удар по корпусу, он уже выиграл у него, и я бы не отказался увидеть это снова. Я считаю, его подставили там… Мы все знаем, что Усик не любит удары по корпусу».

## Гонорары
Общий гонорар за реванш составит 150 миллионов фунтов стерлингов (более 200 миллионов долларов США). Распределение гонорара — 65% для Усика и 35% для Дюбуа. Усик получит 97,5 миллиона фунтов (примерно 132 миллиона долларов). Дюбуа заработает 52,5 миллиона фунтов (71 миллион долларов). Для обоих спортсменов данный бой станет рекордным по величине гонорара за всю профессиональную карьеру. 
Было продано 500 тысяч PPV, а средства делили 60/40 в пользу украинской стороны.

## Андеркарт
В таблице перечислены результаты всех поединков боксёров.
В каждой строке указан результат поединка. Дополнительно номер поединка обозначен цветом, который обозначает итог поединка. Расшифровка обозначений и цветов представлена в нижеследующей таблице.
| Пример | Расшифровка                     |
| ------ | ------------------------------- |
|        | Победа                          |
|        | Ничья                           |
|        | Поражение                       |
|        | Планируемый поединок            |
|        | Поединок признан несостоявшимся |
| КО     | Нокаут                          |
| ТКО    | Технический нокаут              |
| PTS    | Решение судей (по очкам)        |
| UD     | Единогласное решение судей      |
| MD     | Решение большинства судей       |
| SD     | Раздельное решение судей        |
| RTD    | Отказ от продолжения боя        |
| DQ     | Дисквалификация                 |
| NC     | Поединок признан несостоявшимся |

## После боя
После победы Усик отдал дань уважения украинцам, поддерживавших его во время подготовки и боя, а также отдельно выразил признательность военнослужащим, защищающим Украину:
Хочу поблагодарить всех ребят, которые защищают нашу страну. Я получил множество сообщений от подразделений, которые защищают нашу страну на линии фронта. Ребята, вы невероятные, вы позволяете мне сейчас быть здесь. Слава Украине!
Также он обратился к своему сопернику, выразив уважение и пояснив, что победа имела особое значение для его народа:
Бро, прости, это спорт. Мои люди хотели этой победы
Александр не исключил возможный поединок с Тайсоном Фьюри, Энтони Джошуа или Джозефом Паркером, однако подчеркнул, что сначала отдохнёт.
24 июля 2025 года WBO официально обязала Усика провести обязательную защиту титула против временного чемпиона Джозефа Паркера.